# The Battle Royal
The Battle Royal è un cortometraggio muto del 1916 diretto da Will Louis e interpretato da Oliver Hardy.